# Charles Amberg
Charles Amberg eg. Karl Amberg född 8 december 1894 i Kessenich (Bonn) död 16 april 1946 i Berlin, kompositör och sångtextförfattare. 
Amberg har bland annat gjort låten Bimbambulla (Der verliebte Bimbambulla), texten författad till musik i filmen Vi som går köksvägen 1932.